# Шошецьке сільське поселення
Шоше́цьке сільське поселення (рос. Шошецкое сельское поселение) — муніципальне утворення у складі Княжпогостського району Республіки Комі, Росія. Адміністративний центр — село Шошка.

## Населення
Населення — 365 осіб (2017, 440 у 2010, 555 у 2002, 823 у 1989).

## Склад
До складу поселення входять такі населені пункти:
| Населений пункт        | Населення, осіб (1989) | Населення, осіб (2002) | Населення, осіб (2010) |
| ---------------------- | ---------------------- | ---------------------- | ---------------------- |
| Анюша, присілок        | 31                     | 31                     | 21                     |
| Верхня Отла, присілок  | 44                     | 32                     | 28                     |
| Катидпом, присілок     | 1                      | 1                      | 2                      |
| Козловка, присілок     | 24                     | 13                     | 10                     |
| Нижня Отла, присілок   | 56                     | 44                     | 19                     |
| Онеж'є, присілок       | 116                    | 73                     | 60                     |
| Петкоя, присілок       | 1                      | 4                      | 1                      |
| Середня Отла, присілок | 39                     | 33                     | 22                     |
| Шошка, село            | 503                    | 324                    | 277                    |